# Erskine (Alberta)
Erskine est un hameau (hamlet) du Comté de Stettler No 6, situé dans la province canadienne d'Alberta.

## Démographie
En tant que localité désignée dans le recensement de 2011, Erskine a une population de 290 habitants dans 121 de ses 130 logements, soit une variation de -10.8% par rapport à la population de 2006. Avec une superficie de 0,983 7 km2, le hameau possède une densité de population de 294,805 3 hab/km2 en 2011.
Concernant le recensement de 2006, Erskine abritait 325 habitants dans 129 de ses 134 logements. Avec une superficie de 0,983 7 km2, le hameau possédait une densité de population de 330,4 hab/km2 en 2006.